# La Légende de la reine Inhyeon
La Légende de la reine Inhyeon (Inhyeon wanghu jeon, hangeul : 인현왕후전 ; hanja : 仁顯王后傳 ; litt. « La Légende de la reine Inhyeon ») est un roman coréen de l'ère Joseon rédigé en hangeul. Le roman est inspiré d'une histoire réelle, qui voit Inhyeon, la reine consort du roi Sukjong, devoir quitter le palais royal en raison de calomnies diffusées par l'une des concubine du roi, Jang Hui-bin (en).
Le roman est considéré comme relativement rigoureux sur les faits historiques (en le comparant au Annales de la dynastie Joseon) et la chronologie des relations entre le roi Sukjong, la reine Inhyeon et la concubine Jang,. Si la chronologie est correcte, l'œuvre est considérée comme un roman et non comme une biographie objective de la vie des trois principaux personnages. Certains universitaire le décrivent toutefois comme une biographie.
Le roman oppose de manière simpliste la reine Inhyeon, dont la vertu est mise en avant, à Jang, décrite comme diabolique, ambitieuse, recourant à de la magie pour nuire à Inhyeon, et lascive. Inhyeon est décrite comme possédant toutes les qualités attendue d'une femme de la dynastie Joseon : gentillesse, sagesse, érudition, absence d'ambition, de vanité, d'avarice. Le roi Sukjong est décrit comme gouverné par ses émotions et ses sentiments envers les deux femmes alors que l'histoire en retient un roi qui a su manœuvrer dans une cour minée par les conflits entre les différentes factions.
Le roman ne rentre pas dans la description de la situation politique compliquée entre les différentes factions de la cour. Toutefois, la narration prend clairement partie pour la reine Inhyeon, de la faction occidentale, contre Jang Hui-bin, de la faction méridionale.
L'auteur du roman est inconnu mais ne fait pas partie de la noblesse et à ce titre ne reprend pas les codes du roman classique écrit par et pour les nobles (yangban) en chinois classique. L'usage du hangeul permet au roman d'être lu par un plus grande partie de la population. La date d'écriture du roman est aussi inconnue. Les plus anciennes versions sur papier ne sont pas datées mais exhibent certains traits des publications du XIXe siècle. Toutefois, les spécialistes penchent pour une écriture datant de la fin du XVIIIe siècle ou du début du XIXe siècle. Il existe plusieurs variations de l'histoire originelle qui sont regroupées sous le titre Inhyeon wanghu jeon. Certaines variations peuvent avoir repris des hagiographies antérieures.
Avec la Légende de Chunhyang et la Légende de Hong Gildong, La Légende de la reine Inhyeon est l'un des principaux romans populaires de son époque et sert de base à des nombreuses autres œuvres de fiction. En conséquence, de nombreux Coréens de l'époque contemporaine connaissent l'histoire de la reine Inhyeon sans avoir lu le roman originel.
Parmi les nombreuses adaptations, certaines s'interrogent sur les personnages manichéens de Jang la maléfique et Inhyeon la vertueuse. Les descriptions traditionnelles de la maléfique et ambitieuse Jang et de la vertueuse Inhyeon sont mises en avant par les conservateurs pour rappeler que la soumission et la fidélité aux hommes d'autorité et l'absence de revendications sont des vertus, et l'ambition féminine est un défaut. En même temps que l'entrée des femmes sud-coréennes dans le monde du travail et en politique ainsi que l'obtention de certains droits, les œuvres contemporaines s'intéressent plus à Jang, personnage complexe, qu'Inhyeon, personnage « parfait » selon les idéaux patriarcaux de la dynastie Joseon et aseptisé. Ainsi dans la série Royal Story: Jang Hui-bin (en) diffusée en 2002, c'est la célèbre actrice Kim Hye-su qui interprète Jang, le personnage principal et reçoit le Grand Prix des KBS Drama Awards.